# Bonnie and Clyde (Lied)
Bonnie and Clyde ist ein Lied der französischen Sängerin und Schauspielerin Brigitte Bardot und des Chansonniers Serge Gainsbourg aus dem Jahre 1968. Es erschien auf ihrem gemeinsamen Album Bonnie and Clyde sowie Gainsbourgs Album Initials B.B. und wurde von Serge Gainsbourg selbst geschrieben und von Claude Dejacques produziert.

## Hintergrund
Brigitte Bardot und Serge Gainsbourg hatten 1967 ein Rendezvous, das eine kurzlebige, gemeinsame Affäre einleiten sollte. Gainsbourg empfand, dass sein Charme beim Anblick der Schönheit Bardots versagte, und war folglich überrascht, als diese kurz darauf bei ihm anrief. Sie bat ihn, für sie das schönste Liebeslied zu schreiben, das er sich vorstellen könne. Auf diesen Wunsch hin komponierte er die zwei Lieder Bonnie and Clyde und Je t’aime … moi non plus. Letzteres sollte er 1969 zusammen mit seiner damaligen Lebensgefährtin, der britischen Sängerin und Schauspielerin Jane Birkin, aufnehmen und damit seinen weltweit erfolgreichsten Titel veröffentlichen. Inspiriert wurde Bonnie and Clyde von 1967 unter der Regie von Arthur Penn entstandenen Spielfilm Bonnie und Clyde, dessen Erfolg bei Kritik und Publikum die titelgebenden Personen wieder populär machte und dem filmhistorisch die Begründung der New-Hollywood-Epoche zugeschrieben wird.
Das Lied wurde mit Michel Colombier und seinem Orchester aufgenommen.

## Musik und Text
Bonnie and Clyde ist ein Yéyé-Lied mit leichten Anleihen an Psychedelic Rock. Das Instrumental ist besetzt mit Gitarre, Streichern, Bass und Schlagzeug und fällt durch ein durchgängig gelooptes Stimmsample auf, welches von The Guardian als „bizarrer gejodelter Ausruf“ beschrieben wird. Die beiden Interpreten sprechen und singen abwechselnd. Ihre Textlänge ist unterschiedlich. Nach jeder Strophe wird als minimaler Refrain zweimal der Songtitel gesungen.
Erzählt wird die Geschichte des US-amerikanischen Verbrecherduos Bonnie und Clyde. Ein Großteil des Chansons ist aus Sicht der beiden Protagonisten geschrieben, lediglich am Ende wird die Rolle eines Erzählers eingenommen, da hier der Tod der zwei Räuber beschrieben wird. Neben ihren Taten geht das Lied auf die Gefühle der Figuren ein und schildert diese als tragische Liebesgeschichte. So wird beschrieben, dass jedes Mal, wenn sich die beiden niederlassen wollten, die Tommy Guns der Polizei ertönten. Clydes Angst, Bonnie zu verlieren, wird thematisiert. Der Text nimmt starken Bezug auf das von Bonnie Parker selbst geschriebene Gedicht The Trail's End und zitiert dessen französische Übersetzung wörtlich.

## Musikvideo
Im Videoclip zu Bonnie and Clyde mimen Gainsbourg und Bardot selbst die Titelfiguren. Zu Beginn steht Clyde in weißem Hemd und schwarzer Hose an einen Sendemast gelehnt und raucht eine Zigarette. Danach geht er in langsamen Schritten zu einer Tür, die zu einem scheunenartigen Raum führt, der mit Heu übersät ist, und tritt ein. Dahinter sitzt Bonnie mit einer Tommy Gun, die sie an der Kamera vorbei auf etwas für uns nicht Sichtbares hält. Sie trägt eine rote, mit Blumenmuster verzierte Bluse, einen braunen Rock und ein schwarzes Barett. Später steht sie rauchend an eine Steinmauer gelehnt, liegt auf Kisten und steht auf einer Leiter, wobei Clyde immer an ihrer Seite ist. Während letztgenannter Szene lädt er eine Pistole, woraufhin er und Bonnie durchs Zimmer gehen und mit ihren Schusswaffen zielen, obwohl niemand im Raum zu sehen ist.

## Kritik
Bonnie and Clyde erhielt positive Kritiken. Gelobt wurde die Erotik, wie sie nur der Aussicht des bevorstehenden Todes entspringen könne, die Chemie zwischen Bardots „erschöpften Seufzern“ und Gainsbourgs kratziger Stimme, und die innovative, durch die Loop angereicherte Instrumentierung. Rolling Stone wählte es 2014 auf Platz 15 der besten dramatischen Duette aller Zeiten; The Guardian ernannte es im selben Jahr zum fünftbesten Lied von Serge Gainsbourg.

## Erfolg
In Frankreich war Bonnie and Clyde ein großer kommerzieller Erfolg, der Platz 2 der Charts erreichte, in Belgien immerhin Platz 18.

## Cover und Samples
- Der Rapper MC Solaar sampelte das Lied 1993 für seinen Titel Nouveau Western auf dem Album Prose combat.
- Mick Harvey sang das Lied auf Intoxicated Man (1995), seinem ersten Album mit Coverversionen von Gainsbourg-Kompositionen. Die weiblichen Stimme übernahm Anita Lane, seine Kollegin von den Bad Seeds.
- Die australische Sängerin Kylie Minogue sampelte Bonnie and Clyde für das Lied Sensitized aus ihrem zehnten Studioalbum X. Das Lied verwendet eine nahezu identische Instrumentierung mit zusätzlichem Drumcomputer.[12]